# COPPERS
『COPPERS』（カッパーズ）は、オノ・ナツメによる日本の漫画作品。
『モーニング・ツー』（講談社）にて2008年9号より2009年21号まで連載された。単行本は2009年6月現在、既刊2巻。第2巻にて「シーズンI完結」となっている。

## 概要
アメリカ・ニューヨーク・ブロンクス区にあるNYPD（ニューヨーク市警）51分署の警官たちの物語で、元は同人誌から生まれたシリーズ。自費出版された「I've a rich understanding of my finest defenses」や「パートナー」（短編集『Danza』の一編）とリンクしている。
『「Danza」PLUS「COPPERS」』としてドラマCDが発売された。
『モーニング・ツー』23号にて、別冊付録『COPPERS 108→51』が発行。108分署時代のキースが主人公で、妻となる同僚メリッサとの馴れ初めや上司との確執が描かれている。本編とは異なり、こちらは『さらい屋五葉』風のシャープなタッチである。

## 各話あらすじ
CASE1「署長不在初日」（ドラマCD1巻収録）
ニューヨーク市警51分署のグラント署長が入院し、副署長のカッツェルが署長代理に着任した。カッツェルには、「新任地（職務）での初日と最終日に、何か騒ぎが起こる」というジンクスめいた噂があり、その噂どおり篭城事件が発生する。
CASE2「警官の墓場」
女性巡査のモーリーンは、51分署周辺をうろつく不審な老人とひょんなことから知り合う。その爺さんはあるものを探しに分署に日参しているようなのだが……。
CASE3「立派な警官」（ドラマCD1巻収録）
パトロール巡査のアーロンはESU（緊急出動部隊）志望。勤務ではベテラン巡査のタイラーとコンビを組んでいるが、勤務中に寄り道するなどのタイラーの行動を快く思っていない。そんなある日、二人は服役中の父を持つデリカテッセンの娘と出会う。
CASE4「寂しい日」
ある青年が立て続けに自殺騒動を起こし、毎回対処するESU隊員はウンザリ顔。青年が再び自殺騒動を起こし、隊員が彼を怒鳴りつけたのだが……。
CASE5「愚痴をこぼす場所」（ドラマCD2巻収録）
51分署の隣にあるデリカテッセンを切り盛りするラスがインタビューを受けている。彼によると、このデリは署員たちの休息の場所の他に、愚痴のこぼし場所という役割もあるらしいのだが……。
CASE6「故障中」
モーリーンと相勤員のティックは、いつもうろつく爺さんが転倒するのを目撃。爺さんを自宅に送ると、彼はモーリーンにカッツェル署長代理のジンクスについての話をする。カッツェルが昇進すると、エレベーター事故が発生したというのだが……。
CASE7「敬礼を捧ぐ時」（ドラマCD2巻収録）
新人刑事のヴァルは、ベテラン刑事のキースとコンビを組んでいる。キースからは落ち着きがないと注意を受け続けるヴァルだが、彼は刑事部屋のガラスケースに自分の写真を入れたいようで……。
CASE8「NYの顔」
人材不足に悩む市警本部が、リクルートCMを流し始めた。警官達のほとんどは、服装などの身だしなみや体力づくりに余念が無い。そんな中、内勤警官のハウスマンは勤務後にある場所へ向かう……。
CASE9「警官A」
15年前、日本人ジャーナリストの中野は、当時内務調査課にいたヴォスと持ちつ持たれつの情報関係を築き始めていた。日本人投資エージェントが変死し、中野は軽口気味に事件性を疑う。最初は聞き流したヴォスだったが、調べるうちに不審な点が浮かび……。
CASE10「女巡査」
モーリーンが交際相手の警官からプロポーズされ、警官を辞めないかと聞かれる。悩んだモーリーンは、自分と同じく女性巡査だったが結婚後退職したというキースの妻メリッサに会うべく、ヴァルを伴いキース宅を訪問する。
CASE11「年越し」（ドラマCD2巻収録）
大晦日、年越しシフトに臨む警官達。モーリーンはいつものように爺さんを見かけるが、この日は彼女に付きまとわない。しかし、夜が更けても爺さんはうろついていて……。
CASE12「ジンクス」
数日後に署長退院を控えたこの日、カッツェルは巡査部長昇進のときを回想していた。巡査最後となったその日、先輩警官のジェフと最後のパトロールに出かけたカッツェルは、銃器盗難事件の現場に駆けつけるが……。
CASE13「最終日」（ドラマCD2巻収録）
ついに迎えた、カッツェルの副署長としての勤務最終日。警官達は興味半分、怖さ半分で彼のジンクスを心配している。カッツェルの様子はいつもと変わらないが……。
スペシャル「Pencil Pusher Blues」
中野秋光は、ニューヨークの大学に通いながら事件取材のバイトをしていた。本来は報道関係者用のビザがないと違法だが、職務質問で突っ込まれることは無かった。しかしある日、報道ビザを見せろと迫る警官と出会う。それはパトロール警官時代のヴォスだった。
モーニング・ツー23号別冊付録「COPPERS 108→51」
キースを主人公に、108分署から51分署に移動するまでを描く。108分署パトロール警官のキースは、前任地で署長を殴ったなどと噂が絶えない。相勤員の女性巡査メリッサは、寡黙なキースに呆れながらも惹かれてゆく。

## 登場人物

### NYPD51分署
ヴォス
声：竹若拓磨
警部補。妻と息子の3人暮らし。常に冷静で、部下からの信頼が厚い。アキとは親友。好物はチョコレート。
カッツェル
声：野島昭生
副署長。階級は警部補。彼が新しい職務や任地に赴いた初日及び最終日には何か騒ぎが起こる、というジンクスがある。署長が入院のため、署長代理になる。
ヴァル
声：石田彰
新米刑事。キースと組んでいる。2回も自動車事故を起こし、キースに呆れられている。使用している覆面車はダッジ・チャージャー。
キース
声：平田広明
刑事。ヴァルと組んでいる。51分署に移ってから髪の毛が寂しくなった。シナモンが好きで、シナモンドーナツをよく食べている。
アーロン
声：堀江一眞
巡査。パトロール勤務で実力を付け、いずれESU（NYPDにおけるSWAT）に入るのが夢。ニューヨーク・ヤンキースのファン。
モーリーン
声：本田貴子
アフリカ系の女性巡査。あだ名はモー。両親とも教師。現場で働く女を理解してくれない家庭で育った。やけ食いすることが多い。
タイラー
声：藤原啓治
ベテラン巡査。アーロンの相棒。無趣味で、仕事終わりにビールを飲むのが唯一の楽しみであり、仲間たちから「ビール腹」と茶化される。51分署の最古参。
ハウスマン
声：林勇
内勤巡査。もたついていて、年下のアーロンにバカにされる。刑事だった父親の影響で警官になった。趣味がトランペットのため腹筋、肺活量が結構ある。
ティック
巡査。顔はまあまあいいほう。
ハリー
巡査。骨ばっている。噂好き。
グラント
署長。良性腫瘍の摘出手術のため入院中。

### その他
ラス
声：うえだゆうじ
51分署の横にあるデリの青年。警官たちの愚痴を聞くのも役目。第5話で騒動に巻き込まれる。
中野 秋光（なかの あきみつ）
通称・アキ。日本人ジャーナリスト。口髭を生やしている。NYのエッセイを連載中。ヴォスとは親友。
爺さん
51分署が建つ前にあった建物に祖父が住んでいて、質屋に強盗に入り逮捕される時、排水溝に歯を投げ込んだ。その歯を取り戻す為、署の取り壊しを求めて、ほぼ毎日署に来る。署長が相手をしていたが、署長の入院後はモーリーンにターゲットが定まった。昔はエレベーター修理会社で働いていた。爺さんの一族は歯を代々遺している。祖父の歯はカッツェルの署長代理最終日の事故により、瓦礫の下から発見される。
メリッサ
キースの妻。108分署の巡査時代にキースと同僚だった。結婚後退職し、キースとの間に女児をもうける。

## 書誌情報
- オノ・ナツメ 『COPPERS』 講談社〈モーニングKC〉 既刊2巻[1]（2013年11月現在）
  1. 2008年11月21日発売、ISBN 978-4-06-372757-9
  2. 2009年06月23日発売、ISBN 978-4-06-372807-1